# 硫酸アンモニウム
硫酸アンモニウム（りゅうさんアンモニウム、英: ammonium sulfate）は硫酸のアンモニウム塩で、化学式 (NH4)2SO4 で表される化合物。硫安とも呼ばれる。
無色の結晶で、水に易溶。空気中で熱すると 120 °Cで分解を始め 357 °C でアンモニアを放って融解する。

## 用途例
代表的な窒素肥料の1つ。即効性であるが、窒素分が吸収された後に硫酸イオンが遊離硫酸や硫酸カルシウムとして残り土壌は酸性化するため、更には硫酸イオンが残った土壌は条件により植物に有害な硫化水素を発生させて作物を根・地上の両方から枯らしてしまうため、現在では尿素の方が使用量が多い。硫酸は原料のアンモニア供給源の違いにより合成硫安、回収硫安、副生硫安に分けられる。合成硫安は合成アンモニアと硫酸との中和で得られるもので、最も一般的である。石膏や亜硫酸ガスを利用して合成されるものもある。回収硫安はナイロン原料のカプロラクタム製造の際の廃液などから回収されるものである。副生硫安は製鉄所などでの石炭乾留（コークス生成）に際して副生するアンモニアを硫酸に吸収させて得られるもので、生産量は少ない。
硫安は、スキー場などでスノーセメントとしてシャーベット状の雪を固めるために使われることもあるが、水質汚濁の原因になっている。
生化学では、タンパク質を沈殿させるために用いられる。（硫安分画：塩析）
消火剤として使用される場合もある。また、水を加えると吸熱反応を起こすため、保冷剤や冷却材として使用されることがある。
硫酸アンモニウムの2018年度日本国内生産量は 911,477 t、消費量は14,935 t 、出荷量は892.484 tである。生産量のうち副生硫安は233,420 t である。
1941年の生産高は124万トンで、第二次世界大戦前最高であった。